# جوانب اجتماعية للتلفاز

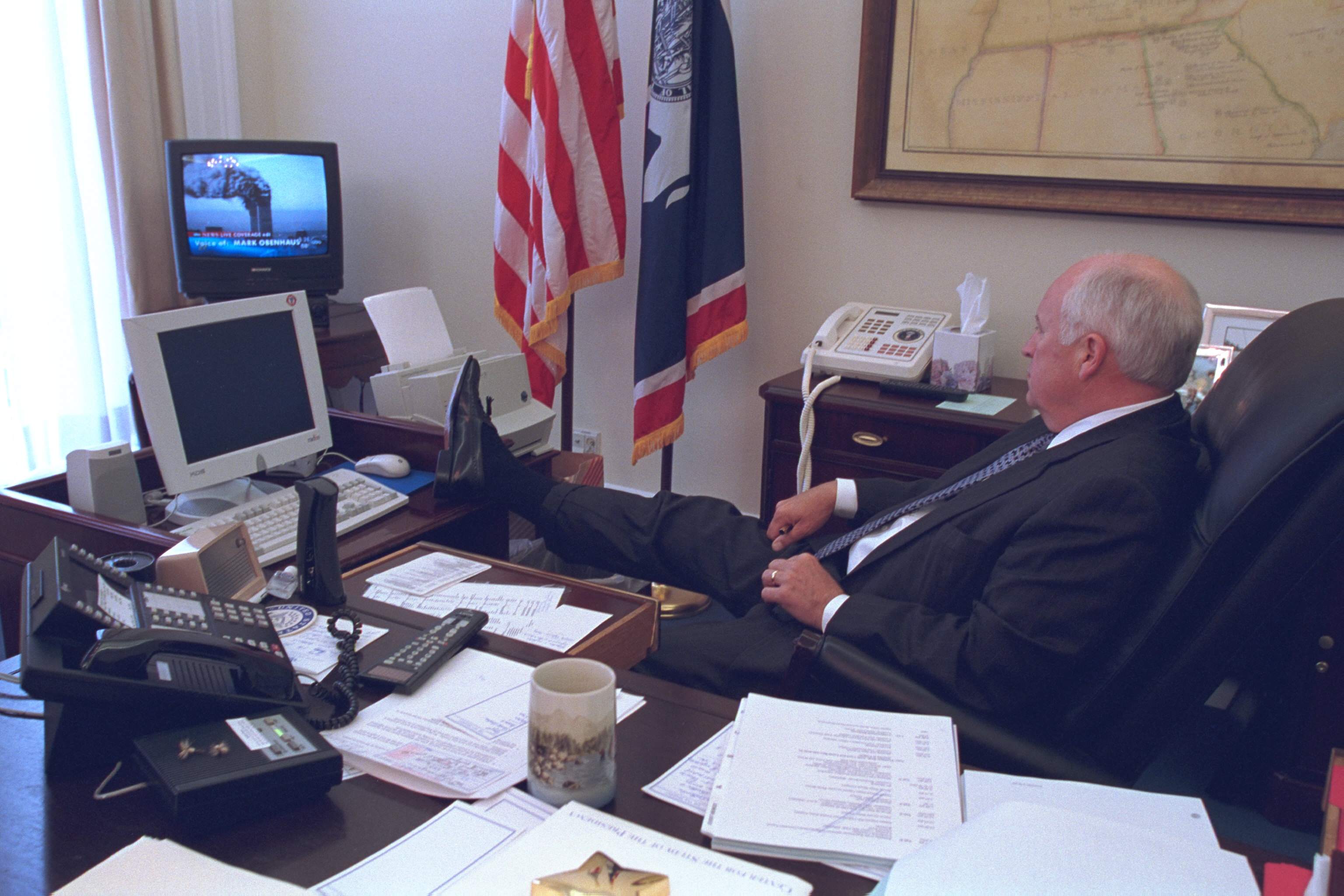

الجوانب الاجتماعية للتلفاز هي التأثيرات التي أحدثتها وسيلة الإعلام هذه على المجتمع منذ بدايتها. لم يطعن أحد بالرأي القائل إن هذا التأثير كان دراماتيكيًا في النظرية الإعلامية منذ بدايته. ومع ذلك، هناك الكثير من الخلاف حول ماهية تلك الآثار، ومدى خطورة تداعياتها، وما إذا كانت هذه الآثار أكثر أو أقل تطوريةً مع الاتصالات البشرية.

## الآثار الإيجابية

### فرضية الاستنابة الاجتماعية
تكشف الأبحاث الحالية أن الأفراد الذين يعانون العزلة الاجتماعية يمكنهم استخدام التلفاز لإنشاء ما يطلق عليه علاقة ما وراء اجتماعية أو مزيفة مع شخصيات من برامجهم وأفلامهم التلفزيونية المفضلة باعتباره وسيلة للتهرب من مشاعر الوحدة والحرمان الاجتماعي. تمامًا كما يقضي الفرد وقتًا مع شخص حقيقي ويتشارك معه الآراء والأفكار، تتشكل العلاقات المزيفة مع شخصيات تلفزيونية من خلال جعلها محط اهتمام شخصي في حياته كما لو أنهم أصدقاء مقربين، من أجل أن يتمكن الفرد من إشباع الرغبة الإنسانية بتشكيل علاقات هادفة وإيجاد مكان لنفسه في المجتمع. وجد جاي ديريك وشيرا غابرييل من جامعة بافالو وكورت هوغنبرغ من جامعة ميامي أنه عندما لا يتمكن الفرد من الانخراط في علاقات مع أناس حقيقيين، فإن احتمال إظهاره مشاعر الوحدة عند مشاهدة برنامجه التلفازي المفضل أقل.
يُشار إلى هذه النتيجة باسم فرضية الاستنابة الاجتماعية. علاوة على ذلك، عندما تتزعزع علاقة شخصية نتيجة حدث مثل شجار أو جدال، فإن مشاهدة البرنامج التلفازي المفضل كانت قادرة على خلق مُتكأ ومنع الفرد من الشعور بتدني الثقة بالنفس ومشاعر الضعف التي غالبًا ما تصاحب التهديد المحتمل. من خلال توفير بديل مؤقت للقبول والانتماء الذي نشعر بها من خلال العلاقات الاجتماعية، يساعد التلفاز على تخفيف مشاعر الاكتئاب والشعور بالوحدة عندما لا تتوفر هذه العلاقات. تعتبر هذه الفائدة نتيجة إيجابية لمشاهدة التلفاز، إذ يمكنها مواجهة الأذى النفسي الناتج عن العزلة عن العلاقات الاجتماعية.

### الفوائد التعليمية
وجدت العديد من الدراسات أن للتلفزيون التعليمي العديد من الفوائد. تشرح شبكة التوعية الإعلامية في مقالها المعنون «الأمور الجيدة في التلفاز» أن التلفاز قد يكون أداة تعليمية مؤثرة وفعالة للغاية بالنسبة للأطفال إن استُخدم بحكمة. ينص المقال على أن التلفاز قد يساعد الشباب على اكتشاف المكان الذي يناسبهم في المجتمع، وتطوير علاقات أوثق مع زملائهم وعائلتهم، وتعليمهم فهمَ الجوانب الاجتماعية المعقدة للتواصل. يستشهد ديميتري كريستاكيس بالدراسات التي أحرز فيها من شاهدوا شارع السمسم والبرامج التعليمية الأخرى من الأطفال في مرحلة ما قبل المدرسة درجات أعلى، وكانوا يقرؤون المزيد من الكتب، ويولون النجاح قيمة أكبر، وكانوا أكثر إبداعًا. وبالمثل، في الوقت الذي عانى فيه أولئك الذين تعرضوا لنماذج ذات أدوار سلبية، تصرف الذين تعرضوا للنماذج الإيجابية بشكل أفضل.

### الآثار الصحية
في مجلة بارينت سيركل، تشير الدكتورة بريسيلا جاي إس سلفارج إلى الفوائد العديدة لمشاهدة التلفاز على الصعيدين التعليمي والعاطفي. وقالت: «يمكن استخدامه ... سواء في المنزل أو في الفصل. بوجود مجموعة من القنوات المعروضة، لن يكون هناك نقص في المحتوى التعليمي». بالإضافة إلى هذه الفوائد، تحقق مشاهدة التلفاز الوعي في المجتمع، وأيضًا قد تساعد الأشخاص على التحدث بلغتين. ولأن الأطفال يتعلمون أمورًا خارج الفصل الدراسي، فإنه يجعل الأمور أسهل عليهم داخله. يمكن لهذا أن يخلق السعادة ويعزز الطاقة أيضًا. عندما تكون نشطًا وسعيدًا، يمكن لجسمك أن يكون أكثر نشاطًا، وزيادة النشاط تجعل الناس بصحة أفضل.
عاطفيًا، قد تساعد مشاهدة التلفاز على تعزيز الروابط العائلية. يمكن القول إن قضاء بعض الوقت مع عائلتك أو أحبائك قد يتسبب في إطلاق الإندورفين في جسمك ما يجعلك أكثر سعادة.

## الآثار السلبية
تشير الألفاظ الكثيرة التي تحقّر التلفاز (على سبيل المثال، «الأنبوب المعتوه» و«علكة العقل» وما إلى ذلك) إلى ازدراء الكثير من الناس لوسيلة الإعلام هذه. تحدث نيوتن إن. مينو عن «القفار الشاسع» الذي كانت عليه البرامج التلفزيونية آنذاك في خطابه لعام 1961.
استمع نظام القضاء الأمريكي إلى الشكاوى المتعلقة بالتأثير الاجتماعي للتلفاز، إذ ندد المحققون والمدعون العامون بما أطلقوا عليه «متلازمة سي إس آي». اشتكوا من أنه نظرًا إلى شعبية سي إس آي وعدد مشاهديه الكبير، فمن المتوقع أن تصبح هيئة المحلفين آنذاك «مبهورة» وتبرئ المجرمين من التهم ما لم يتم تقديم أدلة مادية دامغة، حتى عندما تقدم هيئة الادعاء الدافع والشاهد وتبيّن الافتقار إلى الحجة.
يُنسب إلى التلفاز أيضًا تغيير قواعد الانضباط الاجتماعي، على الرغم من كون اتجاه هذا التغيير وقيمته موضع جدل. كتب ميلتون شولمان، الذي كان يكتب عن التلفاز في ستينيات القرن الماضي، أن «أفلام الكرتون التلفزيونية عرضت أبقارًا دون ضروع ولم تظهر حاملًا في أي موقف»، وأشار إلى أن الألفاظ السوقية على الهواء كانت مستنكرةً للغاية. اقترح شولمان أنه حتى في سبعينيات القرن الماضي، كان التلفاز يصوغ أفكار الانضباط والملاءمة في البلدان المغطاة بوسيلة الإعلام هذه. أكد أن التلفاز، وخاصةً بصفته وسيلةً «شائعًة وواسعة الانتشار»، يخلق ألفةً مريحة وقبولًا للغة والسلوك بعد أن كانا غير مقبولين اجتماعيًا. فضلًا عن التأثير على مشاهديه، حرض التلفاز تحرّكًا محاكيًا من وسائط منافسة أخرى ناضلت لتبقى مواكبة وتحافظ على المشاهدين أو القراء.
وفقًا لدراسة نُشرت عام 2008، أجراها جون روبنسون وستيفن مارتن من جامعة ميريلاند، يُمضي الأشخاص غير الراضين عن حياتهم وقتًا أطول في مشاهدة التلفاز بنسبة 30% مما يمضيه الأشخاص الراضون عن حياتهم. أٌجري البحث على 30,000 شخص خلال الفترة بين عامي 1975 و2000. تناقض هذا مع دراسة سابقة أشارت إلى أن مشاهدة التلفاز اعتُبرت أكثر الأوقات سعادةً خلال اليوم بالنسبة لبعض الناس. بناءً على دراسته، علق روبنسون أنه يمكن تشبيه التأثيرات الممتعة للتلفاز بنشاط إدماني يؤدي إلى «متعة مؤقتة ولكن تعاسة وندم على المدى البعيد». 

### الآثار الصحية
وجدت دراسات أُجريت على كل من الأطفال والبالغين وجود ارتباط بين عدد الساعات التي يقضونها في مشاهدة التلفاز والسمنة. وجدت دراسة أن مشاهدة التلفاز تخفض معدل الأيض لدى الأطفال إلى مستوى أقل من نظيره عند باقي الأطفال. يصف الكاتب جون شتاينبك مشاهدي التلفاز:
«لاحظتُ ظهور الأعراض الجسدية للتلفاز على الأطفال وأيضًا على البالغين. يزداد ارتخاء الفم وتبقى الشفتان مفتوحتان، ويبدو على العينين مظهر النوم أو التخدير، ويسيل الأنف أكثر من المعتاد، وتختلّ استقامة العمود الفقري، وتنتزع الأصابع الزخرفات من الأثاث المطرز ببطء وانتظام. هذا هو مظهر حالة اللاوعي التي قد تدفع المرء للتساؤل عن مقدار الرسائل التي يمررها التلفاز إلى المخ خلالها».
توصي الأكاديمية الأمريكية لطب الأطفال بألا يشاهد الأطفال الذين تقل أعمارهم عن سنتين التلفاز أبدًا، وأن يشاهد الأطفال الذين تبلغ أعمارهم سنتين أو أكثر التلفاز لمدة لا تزيد عن ساعة واحدة أو ساعتين. فالأطفال الذين يشاهدون التلفاز لأكثر من أربع ساعات يوميًا أكثر عرضة لزيادة الوزن.
ترتبط مشاهدة التلفاز وغيرها من أنشطة القُعدة مع ازدياد خطر الإصابة بالنوبات القلبية، والسكري، وأمراض القلب والأوعية الدموية، والموت.